# Kristin Bauer van Straten

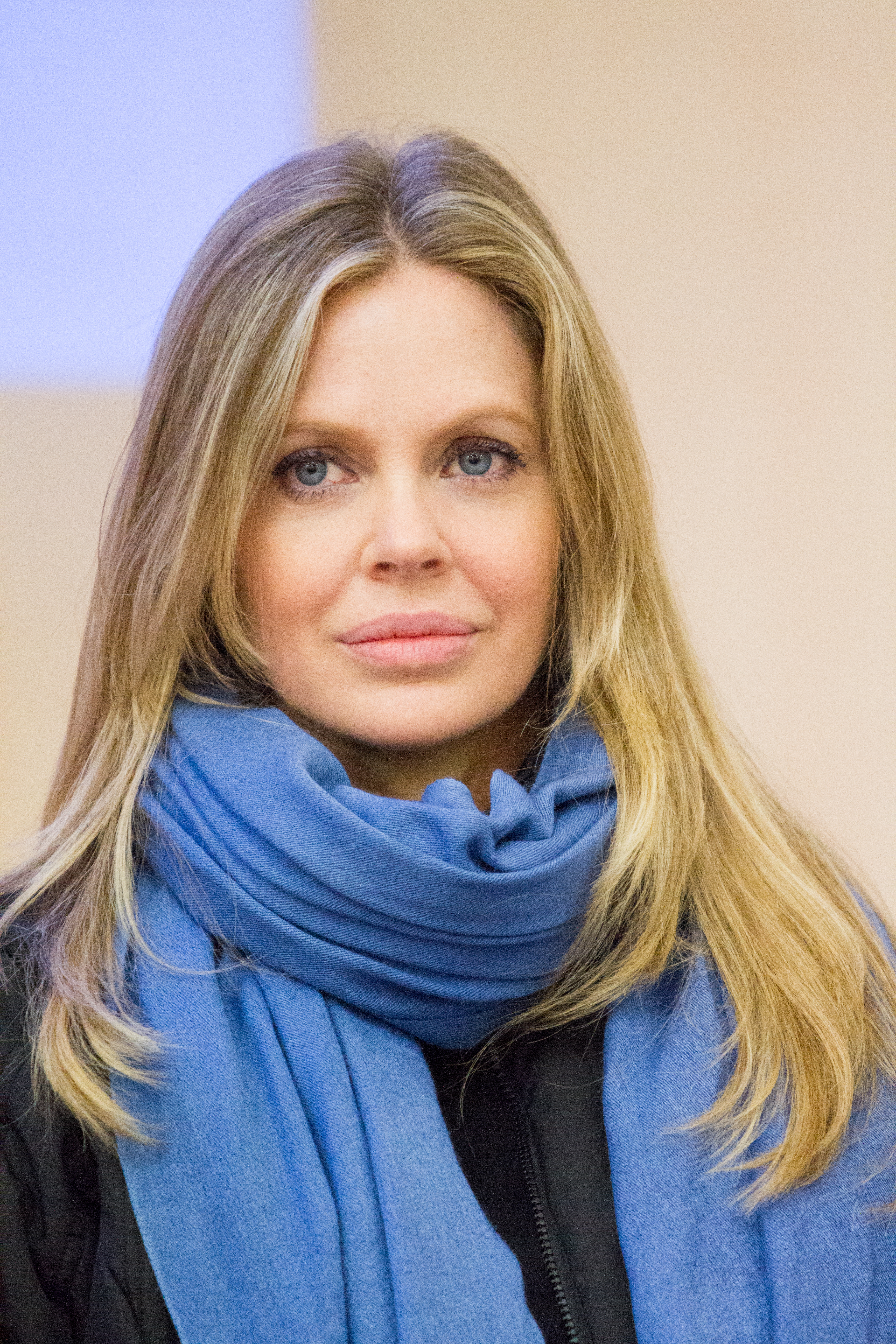
Kristin Bauer (2012)

Kristin Bauer van Straten (* 26. November 1966 in Racine, Wisconsin; geb. Neubauer) ist eine US-amerikanische Schauspielerin. Bekanntheit erlangte sie vor allem durch ihre Rolle als Pam in der Fernsehserie True Blood.

## Leben und Karriere
Kristin Bauer van Straten wuchs in ländlicher Umgebung auf und hatte eine behütete Kindheit. In der Jugend interessierte sie sich vorwiegend für Kunst und studierte später Kunstwissenschaft an der Washington University in St. Louis, in Boston und New York. Sie entschied sich jedoch Schauspielerin zu werden und zog nach Los Angeles. Dort begann ihre Karriere, als sie auf der Straße angesprochen und ihr eine Schauspielrolle angeboten wurde.
Van Straten setzt sich zusammen mit ihrem Ehemann Abri für IFAW und ihr Projekt Out for Africa ein.

## Filmografie (Auswahl)
- 1994: Machen wir’s wie Cowboys (The Cowboy Way)
- 1994: Columbo: Zwei Leichen und Columbo in der Lederjacke (Undercover, Fernsehreihe)
- 1995: Terminal Force (Galaxis)
- 1995: Glory Daze – Es lebe die Uni! (Glory Daze)
- 1995–1996: Hallo Cockpit (The Crew, Fernsehserie, 21 Folgen)
- 2000: Dancing at the Blue Iguana
- 2000: Dark Angel (Fernsehserie, Pilotfolge)
- 2001: Dharma & Greg (Fernsehserie, Folge 4x15)
- 2003: Two and a Half Men (Fernsehserie, Pilotfolge)
- 2004, 2006: Crossing Jordan – Pathologin mit Profil (Crossing Jordan, Fernsehserie, 2 Folgen)
- 2005: JAG – Im Auftrag der Ehre (JAG, Fernsehserie, Folge 10x11)
- 2005: Star Trek: Enterprise (Fernsehserie, Folge 4x16)
- 2005: Office Girl (Less than Perfect, Fernsehserie, Folge 3x21)
- 2005: Close to Home (Fernsehserie, Folge 1x03)
- 2005: CSI: Vegas (CSI: Crime Scene Investigation, Fernsehserie, Folge 6x06)
- 2005: Boston Legal (Fernsehserie, Folge 2x08)
- 2006: Desperate Housewives (Fernsehserie, Folge 2x17)
- 2006: Cold Case – Kein Opfer ist je vergessen (Cold Case, Fernsehserie, Folge 4x02)
- 2007: Dirty Sexy Money (Fernsehserie, 2 Folgen)
- 2007: Bones – Die Knochenjägerin (Bones, Fernsehserie, Folge 3x07)
- 2008–2014: True Blood (Fernsehserie, 63 Folgen)
- 2009: Private Practice (Fernsehserie, Folge 3x04)
- 2009: Three Rivers Medical Center (Three Rivers, Fernsehserie, Folge 1x06)
- 2010: Justified (Fernsehserie, Folge 1x02)
- 2010–2013: The Secret Life of the American Teenager (Fernsehserie, 11 Folgen)
- 2011–2012, 2014–2015: Once Upon a Time – Es war einmal … (Once Upon a Time, Fernsehserie, 11 Folgen)
- 2013: Once Upon a Time in Wonderland (Fernsehserie, Folge 1x03)
- 2014: Teen Lust
- 2016: Nocturnal Animals
- 2017: Lore (Fernsehserie, Folge 1x06)
- 2018: Happy Anniversary
- 2018: Rich Boy, Rich Girl
- 2020: Sacred Lies (Fernsehserie, 8 Folgen)
- 2020: The Boy Behind the Door
- 2021: Paradise Cove